# Frons

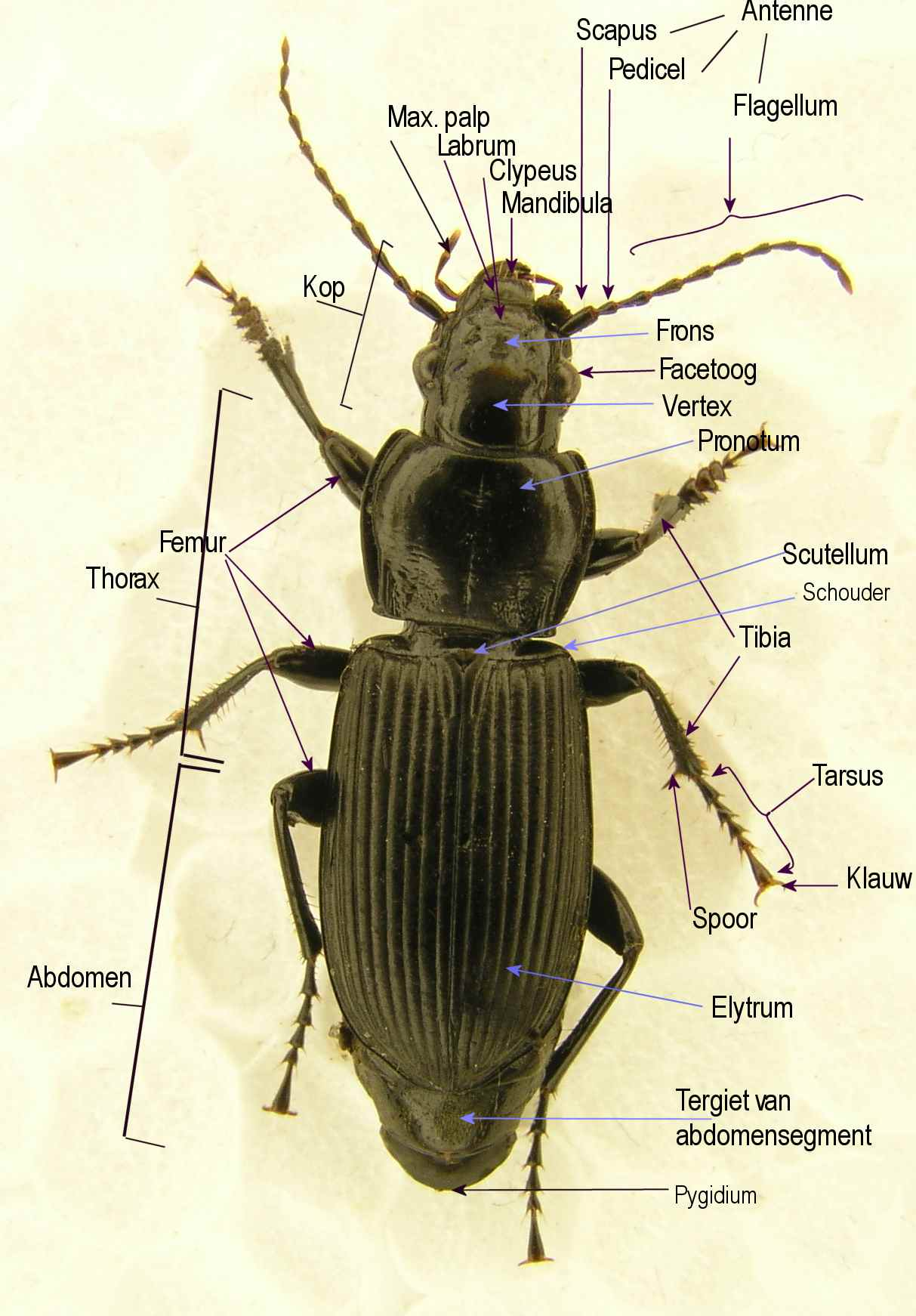
Rugaanzicht van een loopkever (Pterostichus sp.) met benamingen van een aantal zichtbare delen

De frons of voorhoofd is een onderdeel van de kop van een insect. De frons bevindt zich onder of tussen de antennen en boven de clypeus. In anatomische termen gesproken ligt de frons ventraal (aan de buikzijde) of rostraal (aan het voorste deel) van de vertex. De frons varieert in grootte afhankelijk van de lichaamsgrootte van het insect en bij veel soorten is de begrenzing willekeurig, zelfs in sommige insectentaxa met goed omschreven koponderdelen. 
Bij de meeste soorten wordt de voorkant begrensd door de frontoclypeale of epistomale sulcus (een groef tussen de frons en de clypeus). Lateraal wordt de frons begrensd door de fronto-genale suture, indien aanwezig, en de grens met de vertex, door de epicraniale suture, als deze zichtbaar is. Als er een mediane ocellus is, bevindt deze zich over het algemeen aan de voorkant, hoewel bij sommige insecten, zoals veel vliesvleugeligen, alle drie de ocelli op de vertex zitten. 
Een meer formele definitie van de frons is dat het de scleriet is waaruit de faryngeale dilatatorspieren ontspringen, maar in veel contexten helpt dat ook niet echt. Bij de anatomie van sommige taxa, zoals bij veel Cicadomorpha, is de voorkant van de kop vrij duidelijk te onderscheiden, soms breed en bijna subverticaal; het mediane gebied wordt gewoonlijk als de frons beschouwd.

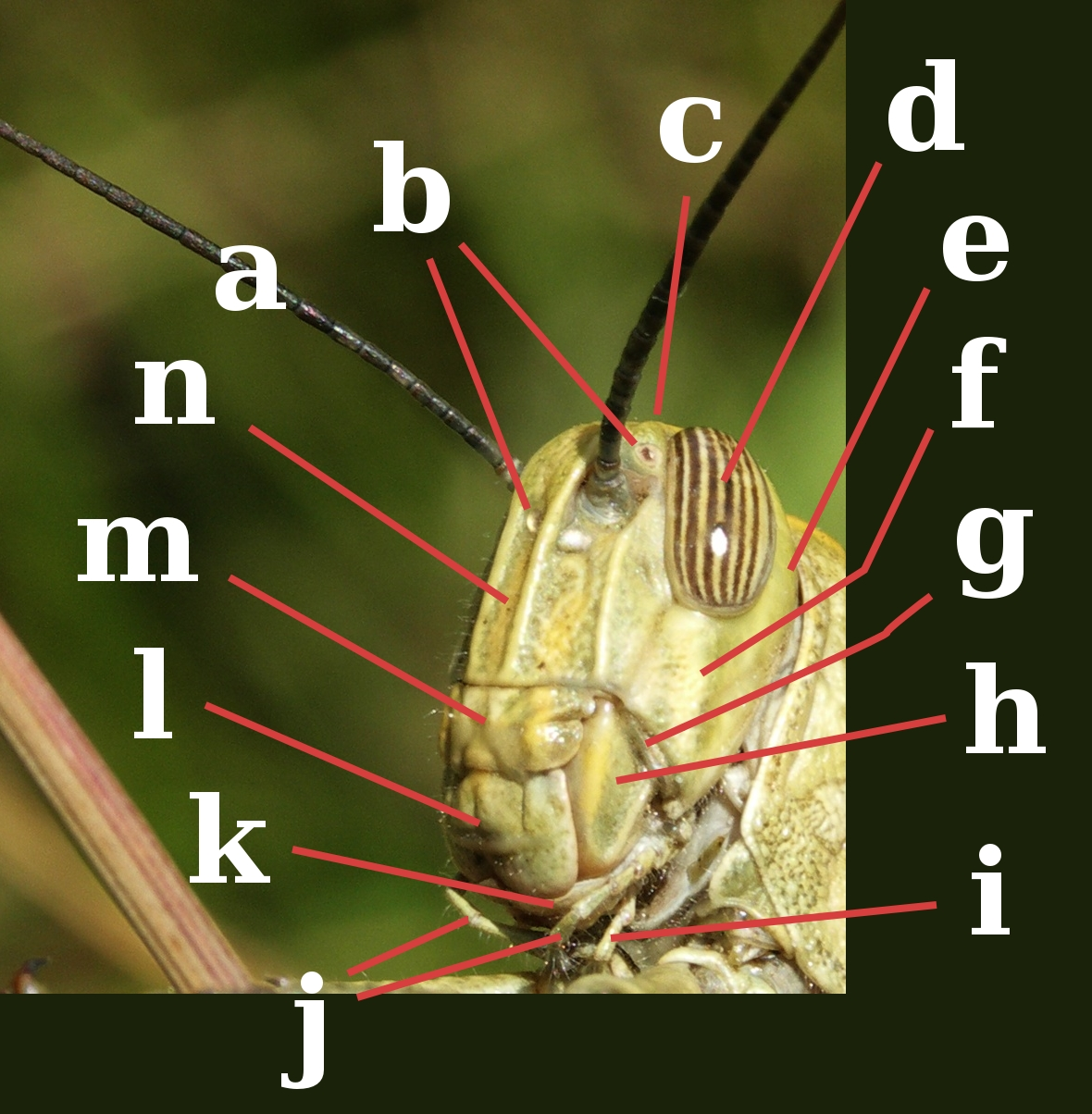
Kop van Rechtvleugeligen, Veldsprinkhanen. a:antenne; b:ocelli; c:vertex; d:samengesteld oog; e:occiput (achterkant van de kop); f:gena {wangen}; g:pleurostoma (deel van het subgenale gebied boven de mandibel); h:mandibel; i:labiale palp; j:maxillaire palpen; k:maxilla; l:labrum; m:clypeus; n:frons
Voorkant kop

## Bron
- Dit artikel of een eerdere versie ervan is een (gedeeltelijke) vertaling van het artikel Insect morphology op de Engelstalige Wikipedia, dat onder de licentie Creative Commons Naamsvermelding/Gelijk delen valt. Zie de bewerkingsgeschiedenis aldaar.